# 정치적 위험보험
정치적 위험보험은 해외에서 영업하는 기업체를 전쟁, 혁명, 몰수, 화폐 교환 불능과 기타 정치적 분규에 의한 손실을 보장하는 보험이다.

## 내용
몰수, 수용, 국유화
회사나 개인의 자산을 외국 정부의 몰수, 수용, 국유화로 인하여 생기는 손실로부터 보장해준다.
보장받을 수 있는 자산은 이동이나 고정물이며 다음과 같다. 건축물, 제품목록, 은행계좌, 선불된 물건, 어음, 개인소유의 휴양주택, 그리고 해외주재원의 개인 소지물등이다. 보장은 자산별로 또는 세계적 여러자산 별로 나누어 살 수 있으며 국가별 한도, 총액한도의 제한을 받는다.
계약필요요건 보험
계약이 외국정부로부터 인준을 받지 못할 경우 생기는 비용으로부터 도급자나 다른 종류의 사업체를 보호하기 위한 보험보장이다. 예를 들면 도급자가 외국정부의 인준전에 건설을 시작하였는데 인준이 실패하면서 생기는 비용들을 보상해준다.
계약 불이행
외국정부가 계약내용이나 약관을 따르지 않을 경우 피보험자에 보상을 보험이며 다음과 같은 경우가 이에 해당한다.
1. 수출- 외국 구매자가 계약의무를 이행하지 않아 수출자가 손해를 보는 경우.
2. 악화와 거절- 계약의무이행을 거부하는 구매자에게 서비스를 제공하는 경우.
3. 수입-피보험자가 선불로 구입한 물건이 인도되지 않아 손해를 입는 경우.

불공정한 이행청구
외국정부가 불공정 이행청구를 요구하는 경우 수출업자(계약약관과 조항을 잘 이행하는 경우)를 보호하기위한 보험이다. 예로 이란의 국왕 샤가 축출되고 이란의 신 정부는 미국에 대한 적대심의 표현으로 미국 수출업자와 도급자에게 이행청구를 요구하였다.